# Katerina Tíkhonova
Katerina Vladimirovna Tikhonova (en rus: Катери́на Влади́мировна Ти́хонова, AFI:kətʲɪˈrʲinə vlɐˈdʲimʲɪrəvnə ˈtʲixənəvə) (Dresden, 31 d'agost de 1986) és la filla més petita de Vladímir Putin, una ballarina acrobàtica i directora de dues iniciatives a la Universitat Estatal de Moscou: la National Intellectual Development Foundation (NIDF) i la National Intellectual Reserve Centre (NIRC).

## Biografia
És la directora d'Innopraktika, un projecte d'1.7 milions de dòlars per crear un centre científic a la Universitat Estatal de Moscou. Innopraktika està competint amb el Centre d'Innovació de Skólkovo i, segons Stanislav Belkovsky és l'"anti-Skólkovo". Tikhonova es va treure el cognom Putin i va agafar el patronímic de la seva àvia materna,Iekaterina Tíkhonovna Xkrébneva, com el seu cognom. Va assistir a la Escola Alemanya de Moscou (Deutsche Schule Moskau en alemany).
L'any 2013, Tikhonova es va casar amb Kiril Xamàlov, el fill de Nikolai Xamàlov, copropietari del Rossiya Bank. Ell és també vicepresident del holding Sibur, que és una companyia russa petroquímica i de processament de gas amb seu a Moscou. El govern rus té en propietat el 38 per cent de les accions de la companyia. S'estima que la parella té en actius uns 2 bilions de dòlars.